# Тувстарр все ще сидить там з сумом дивлячись у воду
Тувстарр все ще сидить там з сумом дивлячись у воду  — акварель художника Джона Бауера, написана 1913-го року.
Картина була придбана містом Мальме у 1914 році. Знаходиться у художньому музеї.

## Історія
Картина була вперше опублікована в колекції казок «Серед гномів і тролів» у 1913 році як ілюстрація. Ілюстрації до казок, над якими Йон Бауер працював в період з 1907 по 1915 рр., зробили його одним з найвідоміших казкових художників Швеції.